# The Global Health 50/50 Report 2018
The Global Health 50/50 Report 2018 vergleicht Daten von 140 Organisationen weltweit, die im Bereich Gesundheit arbeiten oder ihn beeinflussen, im Hinblick auf die Gleichheit der Geschlechter. Der Bericht zeigt auf, wie stark die Organisationen Gender als Bedingungsfaktor für Gesundheit und als Indikator für Gleichheit in der Organisation selbst sehen. Der Report belegt unter anderem, dass die Entscheidungsgewalt nach wie vor überwiegend in der Hand von Männern liegt und dass die Bedürfnisse von Personen mit nicht-binärer Geschlechtsidentität kaum Anerkennung finden.
Der Bericht wurde von der weltweit agierenden, unabhängigen Gleichstellungsinitiative Global Health 50/50 am Weltfrauentag 2018 der Öffentlichkeit vorgestellt. Global Health 50/50 leitete aus den Ergebnissen eine Reihe von Forderungen ab, die das Augenmerk stärker als bisher auf dieses Thema lenken und Gleichstellung in den Organisationen verwirklichen sollen.

## Urheber
Der Bericht wurde von der Initiative Global Health 50/50 zum Weltfrauentag 2018 der Öffentlichkeit vorgestellt. Die Initiative war am 12. Oktober 2017 anlässlich der Konferenz der Women Leaders in Global Health  an der Universität Stanford gegründet worden. Sie ist eine weltweit agierende, unabhängige Gleichstellungsinitiative. Sie verfolgt das Ziel, im globalen Gesundheitswesen den Einsatz und die Verantwortung für Gleichstellung zu verstärken. Damit möchte sie einen Beitrag zu den Zielen für nachhaltige Entwicklung der Vereinten Nationen leisten. Die Initiative gründete sich, um Antworten auf eine einzige Frage zu finden: Wie kann man schneller zu mehr Gleichstellung im Bereich der globalen Gesundheit gelangen? Auf der Basis erhobener Daten wollen die Verantwortlichen hierfür eintreten und sich für Transparenz bei der Rechenschaftslegung einsetzen. Ihre Arbeit gründet sich auf dem Glauben, dass Fortschritt sowohl möglich als auch nötig ist.
Die Initiative wird von Sarah Hawkes und Kent Buse geleitet. Sarah Hawkes ist Professorin für globale öffentliche Gesundheit am University College London und leitet das Centre for Gender and Global Health, Kent Buse ist Chief of Strategic Policy Directions bei UNAIDS. Der Beirat ist eine informelle Gruppe, deren Mitglieder die Initiative führen und als ihre Botschafter auftreten. Zu diesem international besetzten Gremium gehören zum Beispiel die ehemalige neuseeländische Ministerpräsidentin Helen Clark, die ehemalige Gesundheitsministerin Botswanas und UNAIDS-Regionaldirektorin Sheila Tlou und die Neuseeländerin Jan Beagle, Untergeneralsekretär für Management der Vereinten Nationen.

## Charakteristika
Im Report Global Health 50/50 wurden erstmals die Daten von 140 namhaften Gesundheitsorganisationen weltweit, zum Beispiel Unterorganisationen der Vereinten Nationen, zu sieben Bereichen ausgewertet, die mit der Gleichheit von Frauen und Männern in Verbindung stehen. Es handelt sich dabei um öffentlich zugängliche Inhalte, die im Kontakt mit den Organisationen abgeglichen wurden.
Es wurden Daten aus sieben Bereichen erhoben:
- Öffentliches Bekenntnis zu einer Gleichstellungspolitik
- Verankerung einer Gleichstellungspolitik
- Erhebung und Dokumentation von nach Geschlechtern getrennten Daten in ihren Projekten
- Gleichstellung von Mann und Frau bei der Besetzung von Positionen im gehobenen Management und in den Führungsgremien
- Geschlecht des Leiters der Organisation und Geschlecht des Leiters des leitenden Gremiums.

## Ergebnisse (Auswahl)
Die bundesdeutsche Deutsche Gesellschaft für Internationale Zusammenarbeit belegte bei der Untersuchung einen der vorderen Plätze, auch UNICEF schnitt sehr gut ab. Spitzenreiter wie der Globale Fonds zur Bekämpfung von AIDS, Tuberkulose und Malaria zeigen, dass Gleichstellung von Frauen und Männern im Bereich Gesundheit möglich ist. Der rasche Fortschritt bei der WHO beweise, dass es vom politischen Willen abhänge, ob Frauen in Führungspositionen gelangten.
- Nur 40 % erwähnen Gender in ihren Programmen und Strategiedokumenten.[8]
- Die Entscheidungsgewalt ist weiterhin in der Hand von Männern: 69 % der Organisationen haben männliche Vorsitzende und nur 24 % haben gleich viele Frauen und Männer im Vorstand.[8]
- Nur etwa 10 % der Organisationen erkennen die Bedürfnisse von Personen mit nicht-binärer Geschlechtsidentität an, und nur eine Organisation berichtete über Daten zu Transpersonen[9]
- Viele Organisationen widmeten sich in großem Umfang der Gesundheit von Schwangeren und Müttern. Damit würden sie der Tatsache nicht gerecht, dass Frauen eine benachteiligte Gruppe seien und unabhängig von ihrer Mutterrolle untersucht werden müssten.[9]

## Schlussfolgerungen von Global Health 50/50 aus dem Report (Auswahl)
- Geschlechtergerechtigkeit muss bei Konferenzen von Führungskräften von Gesundheitsorganisationen auf der Tagesordnung stehen.
- Die Organisationen sollten Maßnahmen implementieren, die zum Erreichen von Geschlechtergerechtigkeit nötig sind.
- Bei der Evaluation und der Genehmigung neuer Programme und Initiativen sollen Geschlechtermerkmale erhoben werden.
- Für sexuelle Belästigung soll eine Nulltoleranzgrenze eingeführt und verankert werden.
- Für das Erreichen von geschlechtergerechten Besetzung der Posten im höheren Management und in den leitenden Gremien sollen termingebundene Ziele festgesetzt werden.
- Vergleichbare Untersuchungen wie die des Reports Global Health 50/50 sollten in allen Bereichen durchgeführt werden.